# Morti nel 1414
| Questa pagina contiene informazioni ricavate automaticamente dalle voci biografiche con l'ausilio del template Bio e di un bot. L'aggiornamento è periodico e automatico e ricostruisce completamente la pagina. Se manca una persona in questa lista, sei pregato di non aggiungerla, ma accertati piuttosto che la sua voce biografica contenga il template Bio e che i dati anagrafici siano correttamente compilati. Se il template Bio manca, inseriscilo tu stesso o, in alternativa, metti l'avviso {{tmp\|Bio}} che ne segnala la mancanza. Se i dati riportati sono sbagliati, correggi direttamente la voce biografica; le modifiche saranno visibili in questa lista entro pochi giorni. Per chiarimenti vedi il progetto biografie. La lista contiene solo le 18 persone che sono citate nell'enciclopedia e per le quali è stato implementato correttamente il template Bio. Pagina aggiornata al 2 mag 2025. |

- 23 gennaio - Devletşah Hatun, principessa ottomana (n. 1365)
- 7 febbraio - Francesco Crippa, arcivescovo cattolico italiano
- 18 febbraio - Filippino Gonzaga di Palazzolo, condottiero italiano
- 19 febbraio - Thomas Arundel, arcivescovo cattolico inglese (n. 1353)
- 1º marzo - Verde Visconti, nobile italiano (n. 1352)
- 15 marzo - Gilles Deschamps, cardinale e vescovo cattolico francese
- 28 marzo - Giovanna Maria de Maillé, mistica francese (n. 1331)
- 10 giugno - Beatrice di Norimberga, nobildonna (n. 1362)
- 6 agosto - Ladislao I di Napoli, re (n. 1377)
- 12 settembre - Giovanni di Prades, nobile, politico e militare spagnolo (n. 1335)
- 12 ottobre - Galeotto II Malatesta, condottiero italiano (n. 1398)
- 21 dicembre - Guglielmo di Estouteville I, vescovo francese (n. 1354)
- Giovanni VII di Werle, principe (n. 1375)
- Jacopo da Forlì, medico e filosofo italiano
- Kepek Khan, condottiero mongolo
- Kerimberdi, condottiero mongolo
- Oddone di Thoire-Villars, nobile (n. 1354)
- Zaccaria Trevisan, politico, diplomatico e umanista italiano (n. 1370)